# 超あいことば -THE BEST-
『超あいことば -THE BEST-』（ちょうあいことば・ザ・ベスト）は、日本のシンガーソングライター・山猿が2016年10月26日にエピックレコードジャパンから発売した1枚目のベストアルバムである。

## 内容
前作『あいことば3』から約8ヶ月ぶり、メジャーデビュー5周年を記念して発売された初のベストアルバム。
タイトルはオリジナルアルバムで通されている『あいことば』に超が加えられている。これは「友愛」「家族愛」「人間愛」「地元愛」などを含む広義の意味の愛を普段の生活の中で見つけて欲しいなと思い、それら沢山の愛の言葉が詰まったアルバムを意味している。
選曲は山猿自身で行っており、新参のリスナーが「山猿ってこういうアーティストなんだな」と分かる履歴書のような、喜怒哀楽、春夏秋冬で飽きないベストアルバムにしようと思ったという。
ジャケットは山猿の希望で、頑張っている人に聴いて欲しい、幸せになって欲しいという想いを形で表現しようと全身を金色に染めて撮影された。2016年リオデジャネイロオリンピックや2020年東京オリンピックも意識したという。なお、この姿は皮膚呼吸が不可能なため撮影は2時間半で終わらせたという。
初回生産限定盤と通常盤の2形態で発売され、初回生産限定盤はジャケット絵柄違いの三方背ゴールデンボックス仕様で、特典として「3090〜愛のうた〜」「Happy days feat. 華原朋美」「赤い実ハジケタ恋空の下」「DREAMER」「Happy Birthday」のミュージック・ビデオを収録したDVDが同梱された。また、16種類のゴールデンロゴステッカーと、購入者スペシャルプレゼント応募券付きチラシが封入された。

## 収録曲
| #         | タイトル                                         | 作詞           | 作曲                               | 編曲                         | ストリングスアレンジ | 時間  |
| --------- | ------------------------------------------------ | -------------- | ---------------------------------- | ---------------------------- | -------------------- | ----- |
| 1.        | 「DREAMER」                                      | 山猿           | 山猿、Naoki Itai、モチヅキヤスノリ | Naoki Itai、モチヅキヤスノリ |                      | 4:47  |
| 2.        | 「Happy days feat.華原朋美」                     | 山猿           | 山猿、SHIKI                        | SHIKI                        |                      | 4:18  |
| 3.        | 「イマアイ」                                     | 山猿、川村結花 | 山猿                               | 川口圭太                     |                      | 5:24  |
| 4.        | 「3090〜愛のうた〜」                             | 山猿           | 山猿                               | 山猿（補編曲：CHOKKAKU）     |                      | 4:11  |
| 5.        | 「朝7:30ちょうどにすれ違ったマドンナに恋をした」 | 山猿           | 山猿                               | 山猿                         |                      | 3:53  |
| 6.        | 「風」                                           | 山猿           | 山猿、L!th!um                      | L!th!um                      |                      | 4:08  |
| 7.        | 「カジカ」                                       | 山猿           | 山猿、SHIKI                        | SHIKI                        |                      | 4:26  |
| 8.        | 「赤い実ハジケタ恋空の下」                       | 山猿           | 山猿                               | 山猿                         |                      | 4:18  |
| 9.        | 「宝島」                                         | 山猿           | 山猿                               | 山猿                         |                      | 3:37  |
| 10.       | 「Happy Birthday」                               | 山猿           | 山猿、RYLL                         | RYLL                         |                      | 3:46  |
| 11.       | 「180°」                                         | 山猿           | 山猿、津波幸平                     | 津波幸平                     |                      | 4:19  |
| 12.       | 「未来列車」                                     | 山猿           | 山猿                               | 山猿                         | 真部裕               | 5:09  |
| 13.       | 「NAGISA」                                       | 山猿           | 山猿                               | 山猿                         |                      | 4:37  |
| 14.       | 「きき手」                                       | 山猿           | 山猿                               | 山猿                         |                      | 4:33  |
| 15.       | 「赤い実ハジケタ恋空の下‥part2」                 | 山猿           | 山猿、AIBA                         | AIBA                         |                      | 4:38  |
| 16.       | 「無口な明日を嫌わないで」                       | 山猿           | 山猿、楊慶豪                       | 楊慶豪                       | 立山秋航             | 4:23  |
| 合計時間: | 合計時間:                                        | 合計時間:      | 合計時間:                          | 合計時間:                    | 合計時間:            | 70:27 |

### 解説
1. DREAMER
新録曲。聴いた瞬間に笑顔やハッピーになれるEDMナンバーを作りたいという想いで制作された。山猿曰く「誰もが皆、生きていくなかで何かしら何処かしらで頑張っている。そういう人たちの背中をこの楽曲で押してあげたい」と語っている[1]。
ミュージック・ビデオは学校で撮影され、元衆議院議員の杉村太蔵が教員役で出演している。また、山猿も学校用務員役で出演している[2]。
読売ジャイアンツの亀井善行の登場曲として使用されており、後に4thアルバム『あいことば4』にも収録されている。
2. Happy days feat.華原朋美
3rdアルバムの収録曲。
3. イマアイ
1stデジタルシングルの表題曲。
4. 3090〜愛のうた〜
1stシングルの表題曲。
5. 朝7:30ちょうどにすれ違ったマドンナに恋をした
2ndミニアルバムの収録曲。
6. 風
2ndシングルの表題曲。
7. カジカ
3rdデジタルシングルの表題曲。
8. 赤い実ハジケタ恋空の下
2ndデジタルシングルの表題曲。
9. 宝島
1stシングルのカップリング曲。
10. Happy Birthday
新録曲。誕生日を祝ってもらう幸せや楽しさを楽曲にして祝ってあげたいという気持ちから制作された。山猿は「この楽曲を聴いて生まれてきて良かったと自分自身を褒めて、生まれてきた奇跡を感じてほしい。1年に1回、必ず誰しもに訪れる奇跡の日だからこそ、自分が親からもらった命の意味を再確認して大切に思って欲しい。」と語っている[1]。
ミュージック・ビデオは山猿が台本を執筆し、監督を務めている。山猿の地元である福島県で撮影され、キャストとクルーも全員福島県在住者で行われた。また、山猿自身も被り物姿で出演している[1][4]。
11. 180°
5thデジタルシングルの表題曲。
12. 未来列車
2ndミニアルバムの収録曲。
13. NAGISA
1stアルバムの収録曲。
14. きき手
2ndミニアルバムの収録曲。
15. 赤い実ハジケタ恋空の下‥part2
8thデジタルシングルの表題曲。
16. 無口な明日を嫌わないで
2ndシングルのカップリング曲。

## 参加ミュージシャン
- 山猿：Vocal (全曲)

## タイアップ
- 日本テレビ系列音楽番組『バズリズム』2016年11月度エンディングテーマ (#1)
- 『山道最速王決定戦2017』テーマソング (#1)